# 卡罗琳娜·达里亚斯
卡罗琳娜·达里亚斯（西班牙語：Carolina Darias，1965年11月25日—），加那利群岛出身的西班牙工人社会党政治人物。
2020年1月出任第二次桑切斯内阁地方政策与公共职能大臣。

## 生平
1965年生于加那利群岛拉斯帕尔马斯。毕业于拉古纳大学，获法律学位。
早年加入加那利群岛社会党。1999年至2004年，担任拉斯帕尔马斯市议会议员。2007年至2008年，担任加那利群岛议会议员。2008年至2011年，担任加那利群岛驻西班牙政府代表。
2014年10月，参与竞选加那利群岛自治政府主席职位，但未能当选。2015年加那利群岛地方议会选举后，尽管西班牙工社党获得的席位少于加那利联盟，但西班牙工社党同意与加那利联盟组成政党同盟，她最终如愿当选加那利群岛议会议长。
2020年1月，出任第二次桑切斯内阁地方政策与公共职能大臣。2020年3月，确诊2019冠状病毒病。2020年4月已治愈。